# Diemen
|  | Per a altres significats, vegeu «Diemen (motocicleta)». |

Diemen és un municipi de la província d'Holanda del Nord, al centre-oest dels Països Baixos. L'1 de gener de 2009 tenia 24.316 habitants repartits per una superfície de 14,03 km² (dels quals 2,01 km² corresponen a aigua). Limita al nord amb Amsterdam i al sud amb Ouder-Amstel i Muiden.

## Ajuntament
El consistori està format per 19 regidors:
- PvdA - 5 regidors
- VVD - 4 regidors
- SP - 3 regidors
- Leefbaar Diemen - 2 regidors
- CDA - 2 regidors
- GroenLinks - 2 regidors
- Democraten Diemen - 1 regidor
- D66 - 1 regidor